# Wereldkampioenschap hockey mannen 2002
Zevenentwintig jaar na 'Kuala Lumpur 1975' was Maleisië in 2002 opnieuw gastheer van het wereldkampioenschap hockey voor mannen. Het vierjaarlijkse toernooi, onder auspiciën van de wereldhockeybond FIH, werd gehouden in het Bukat Jilal Stadium aan de rand van de hoofdstad Kuala Lumpur.
Het evenement had plaats van 24 februari tot en met zaterdag 9 maart, en telde voor het eerst - en naar later bleek het laatst - zestien in plaats van twaalf deelnemende landen. Titelverdediger was Nederland, dat vier jaar eerder in Utrecht voor de derde keer wereldkampioen was geworden. Aan het evenement ging een jaar eerder een WK-kwalificatietoernooi vooraf in Schotland.

## Kwalificatie
Voor het toernooi plaatsten zich het gastland en de vier continentale kampioenen. Europa kreeg een extra plaats gebaseerd op de wereldranglijst.
Australië, Pakistan en Engeland kregen het ticket vanwege hun derde, vierde en zesde plaats op de Olympische Spelen van 2000. Zeven teams kwalificeerden zich via het WK-kwalificatietoernooi
| Data                 | Toernooi                          | Locatie                | Gekwalificeerd                                           |
| -------------------- | --------------------------------- | ---------------------- | -------------------------------------------------------- |
| Gastland             | Gastland                          | Gastland               | Maleisië                                                 |
| 1–12 september 1999  | Europees kampioenschap 1999       | Padua, Italië          | Duitsland Nederland                                      |
| 18–28 september 1999 | Aziatisch kampioenschap 1999      | Kuala Lumpur, Maleisië | Zuid-Korea                                               |
| 13–20 mei 2000       | Afrikaans kampioenschap 2000      | Bulawayo, Zimbabwe     | Zuid-Afrika                                              |
| 22 juni–2 juli 2000  | Pan-Amerikaans kampioenschap 2000 | Havana, Cuba           | Cuba                                                     |
| 16–30 september 2000 | Olympische Zomerspelen 2000       | Sydney, Australië      | Australië Pakistan Engeland                              |
| 17–29 juli 2001      | WK-kwalificatietoernooi 2001      | Edinburgh, Schotland   | Argentinië Spanje Polen België India Japan Nieuw-Zeeland |

## Uitslagen

### Eerste ronde
Groep A
| Team          | GS | W | G | V | DV | DT | DS  | Ptn |
| ------------- | -- | - | - | - | -- | -- | --- | --- |
| Duitsland     | 7  | 6 | 0 | 1 | 19 | 8  | +11 | 18  |
| Nederland     | 7  | 5 | 1 | 1 | 17 | 5  | +12 | 16  |
| Argentinië    | 7  | 5 | 0 | 2 | 18 | 12 | +6  | 15  |
| Pakistan      | 7  | 4 | 0 | 3 | 16 | 9  | +7  | 12  |
| Spanje        | 7  | 3 | 2 | 2 | 12 | 11 | +1  | 11  |
| Nieuw-Zeeland | 7  | 2 | 0 | 5 | 9  | 18 | −9  | 6   |
| Zuid-Afrika   | 7  | 1 | 1 | 5 | 7  | 19 | −12 | 4   |
| België        | 7  | 0 | 0 | 7 | 7  | 23 | −16 | 0   |

| 24 februari 2002 16:05 |           |             |                                                       |
| Pakistan               | 5–0       | Zuid-Afrika | Scheidsrechters: Murray Grime (AUS) Han Jin-Soo (KOR) |
|                        | (verslag) |             | Scheidsrechters: Murray Grime (AUS) Han Jin-Soo (KOR) |

| 24 februari 2002 16:35 |           |        |                                                        |
| België                 | 0–2       | Spanje | Scheidsrechters: Amarjit Singh (MAS) Keith Roper (ENG) |
|                        | (verslag) |        | Scheidsrechters: Amarjit Singh (MAS) Keith Roper (ENG) |

| 24 februari 2002 18:05 |           |            |                                                             |
| Duitsland              | 5–2       | Argentinië | Scheidsrechters: Raymond O'Connor (IRL) David Gentles (AUS) |
|                        | (verslag) |            | Scheidsrechters: Raymond O'Connor (IRL) David Gentles (AUS) |

| 24 februari 2002 18:35 |           |               |                                                           |
| Nederland              | 4–0       | Nieuw-Zeeland | Scheidsrechters: Henrik Ehlers (DEN) Satinder Kumar (IND) |
|                        | (verslag) |               | Scheidsrechters: Henrik Ehlers (DEN) Satinder Kumar (IND) |

| 25 februari 2002 16:05 |           |        |                                                           |
| Pakistan               | 3–2       | België | Scheidsrechters: Pedro Teixeira (POR) Hamish Jamson (ENG) |
|                        | (verslag) |        | Scheidsrechters: Pedro Teixeira (POR) Hamish Jamson (ENG) |

| 25 februari 2002 18:05 |           |           |                                                         |
| Zuid-Afrika            | 0–3       | Duitsland | Scheidsrechters: Steve Graham (WAL) Amarjit Singh (MAS) |
|                        | (verslag) |           | Scheidsrechters: Steve Graham (WAL) Amarjit Singh (MAS) |

| 25 februari 2002 18:35 |           |        |                                                         |
| Nieuw-Zeeland          | 1–3       | Spanje | Scheidsrechters: Sumesh Putra (CAN) David Gentles (AUS) |
|                        | (verslag) |        | Scheidsrechters: Sumesh Putra (CAN) David Gentles (AUS) |

| 25 februari 2002 20:05 |           |            |                                                        |
| Nederland              | 2–1       | Argentinië | Scheidsrechters: Santiago Deo (ESP) Murray Grime (AUS) |
|                        | (verslag) |            | Scheidsrechters: Santiago Deo (ESP) Murray Grime (AUS) |

| 27 februari 2002 08:05 |           |           |                                                      |
| België                 | 1–5       | Nederland | Scheidsrechters: Han Jin-Soo (KOR) Keith Roper (ENG) |
|                        | (verslag) |           | Scheidsrechters: Han Jin-Soo (KOR) Keith Roper (ENG) |

| 27 februari 2002 08:35 |           |             |                                                          |
| Argentinië             | 4–1       | Zuid-Afrika | Scheidsrechters: Xavier Adell (ESP) Satinder Kumar (IND) |
|                        | (verslag) |             | Scheidsrechters: Xavier Adell (ESP) Satinder Kumar (IND) |

| 27 februari 2002 16:05 |           |        |                                                             |
| Duitsland              | 2–3       | Spanje | Scheidsrechters: Henrik Ehlers (DEN) Raymond O'Connor (IRL) |
|                        | (verslag) |        | Scheidsrechters: Henrik Ehlers (DEN) Raymond O'Connor (IRL) |

| 27 februari 2002 18:35 |           |               |                                                             |
| Pakistan               | 2–0       | Nieuw-Zeeland | Scheidsrechters: Amarjit Singh (MAS) Edmundo Saladino (ARG) |
|                        | (verslag) |               | Scheidsrechters: Amarjit Singh (MAS) Edmundo Saladino (ARG) |

| 28 februari 2002 16:05 |           |           |                                                           |
| Spanje                 | 1–1       | Nederland | Scheidsrechters: Richard Wolter (GER) Hamish Jamson (ENG) |
|                        | (verslag) |           | Scheidsrechters: Richard Wolter (GER) Hamish Jamson (ENG) |

| 28 februari 2002 18:05 |           |               |                                                       |
| Zuid-Afrika            | 1–2       | Nieuw-Zeeland | Scheidsrechters: Murray Grime (AUS) Keith Roper (ENG) |
|                        | (verslag) |               | Scheidsrechters: Murray Grime (AUS) Keith Roper (ENG) |

| 28 februari 2002 18:35 |           |          |                                                       |
| Argentinië             | 2–1       | Pakistan | Scheidsrechters: Sumesh Putra (CAN) Han Jin-Soo (KOR) |
|                        | (verslag) |          | Scheidsrechters: Sumesh Putra (CAN) Han Jin-Soo (KOR) |

| 28 februari 2002 20:05 |           |           |                                                            |
| België                 | 0–3       | Duitsland | Scheidsrechters: Satinder Kumar (IND) Pedro Teixeira (POR) |
|                        | (verslag) |           | Scheidsrechters: Satinder Kumar (IND) Pedro Teixeira (POR) |

| 2 maart 2002 08:05 |           |               |                                                          |
| Duitsland          | 2–1       | Nieuw-Zeeland | Scheidsrechters: Clive McMurray (RSA) Sumesh Putra (CAN) |
|                    | (verslag) |               | Scheidsrechters: Clive McMurray (RSA) Sumesh Putra (CAN) |

| 2 maart 2002 08:35 |           |             |                                                         |
| Spanje             | 2–2       | Zuid-Afrika | Scheidsrechters: Murray Grime (AUS) Amarjit Singh (MAS) |
|                    | (verslag) |             | Scheidsrechters: Murray Grime (AUS) Amarjit Singh (MAS) |

| 2 maart 2002 16:35 |           |            |                                                        |
| België             | 1–3       | Argentinië | Scheidsrechters: David Gentles (AUS) Keith Roper (ENG) |
|                    | (verslag) |            | Scheidsrechters: David Gentles (AUS) Keith Roper (ENG) |

| 2 maart 2002 20:05 |           |           |                                                             |
| Pakistan           | 1–2       | Nederland | Scheidsrechters: Henrik Ehlers (DEN) Raymond O'Connor (IRL) |
|                    | (verslag) |           | Scheidsrechters: Henrik Ehlers (DEN) Raymond O'Connor (IRL) |

| 3 maart 2002 16:05 |           |               |                                                             |
| Argentinië         | 3–1       | Nieuw-Zeeland | Scheidsrechters: Hamish Jamson (ENG) Raymond O'Connor (IRL) |
|                    | (verslag) |               | Scheidsrechters: Hamish Jamson (ENG) Raymond O'Connor (IRL) |

| 3 maart 2002 18:05 |           |          |                                                      |
| Spanje             | 0–2       | Pakistan | Scheidsrechters: John Wright (RSA) Keith Roper (ENG) |
|                    | (verslag) |          | Scheidsrechters: John Wright (RSA) Keith Roper (ENG) |

| 3 maart 2002 18:35 |           |        |                                                          |
| Zuid-Afrika        | 3–0       | België | Scheidsrechters: Steve Graham (WAL) Satinder Kumar (IND) |
|                    | (verslag) |        | Scheidsrechters: Steve Graham (WAL) Satinder Kumar (IND) |

| 3 maart 2002 20:05 |           |           |                                                       |
| Nederland          | 0–1       | Duitsland | Scheidsrechters: Murray Grime (AUS) Han Jin-Soo (KOR) |
|                    | (verslag) |           | Scheidsrechters: Murray Grime (AUS) Han Jin-Soo (KOR) |

| 5 maart 2002 08:05 |           |               |                                                             |
| België             | 3–4       | Nieuw-Zeeland | Scheidsrechters: Edmundo Saladino (ARG) Hamish Jamson (ENG) |
|                    | (verslag) |               | Scheidsrechters: Edmundo Saladino (ARG) Hamish Jamson (ENG) |

| 5 maart 2002 08:35 |           |           |                                                             |
| Pakistan           | 2–3       | Duitsland | Scheidsrechters: Clive McMurray (RSA) Jason McCracken (NZL) |
|                    | (verslag) |           | Scheidsrechters: Clive McMurray (RSA) Jason McCracken (NZL) |

| 5 maart 2002 16:05 |           |           |                                                          |
| Zuid-Afrika        | 0–3       | Nederland | Scheidsrechters: Amarjit Singh (MAS) David Gentles (AUS) |
|                    | (verslag) |           | Scheidsrechters: Amarjit Singh (MAS) David Gentles (AUS) |

| 5 maart 2002 20:05 |           |        |                                                       |
| Argentinië         | 3–1       | Spanje | Scheidsrechters: Murray Grime (AUS) Han Jin-Soo (KOR) |
|                    | (verslag) |        | Scheidsrechters: Murray Grime (AUS) Han Jin-Soo (KOR) |

Groep B
| Team       | GS | W | G | V | DV | DT | DS  | Ptn |
| ---------- | -- | - | - | - | -- | -- | --- | --- |
| Australië  | 7  | 7 | 0 | 0 | 28 | 6  | +22 | 21  |
| Zuid-Korea | 7  | 5 | 0 | 2 | 20 | 11 | +9  | 15  |
| Maleisië   | 7  | 4 | 1 | 2 | 14 | 13 | +1  | 13  |
| Engeland   | 7  | 4 | 0 | 3 | 15 | 7  | +8  | 12  |
| Japan      | 7  | 3 | 1 | 3 | 10 | 15 | −5  | 10  |
| India      | 7  | 2 | 1 | 4 | 18 | 15 | +3  | 7   |
| Polen      | 7  | 1 | 1 | 5 | 9  | 19 | −10 | 4   |
| Cuba       | 7  | 0 | 0 | 7 | 7  | 35 | −28 | 0   |

| 24 februari 2002 08:05 |           |            |                                                          |
| Cuba                   | 2–6       | Zuid-Korea | Scheidsrechters: Xavier Adell (ESP) Clive McMurray (RSA) |
|                        | (verslag) |            | Scheidsrechters: Xavier Adell (ESP) Clive McMurray (RSA) |

| 24 februari 2002 08:35 |           |       |                                                           |
| Engeland               | 1–0       | Polen | Scheidsrechters: Edmundo Saladino (ARG) John Wright (RSA) |
|                        | (verslag) |       | Scheidsrechters: Edmundo Saladino (ARG) John Wright (RSA) |

| 24 februari 2002 20:05 |           |       |                                                             |
| Japan                  | 2–2       | India | Scheidsrechters: Richard Wolter (GER) Jason McCracken (NZL) |
|                        | (verslag) |       | Scheidsrechters: Richard Wolter (GER) Jason McCracken (NZL) |

| 24 februari 2002 20:35 |           |           |                                                                |
| Maleisië               | 0–3       | Australië | Scheidsrechters: Peter Elders (NED) Mahmood Butt Raashed (PAK) |
|                        | (verslag) |           | Scheidsrechters: Peter Elders (NED) Mahmood Butt Raashed (PAK) |

| 26 februari 2002 16:05 |           |       |                                                         |
| Zuid-Korea             | 2–1       | India | Scheidsrechters: Henrik Ehlers (DEN) Peter Elders (NED) |
|                        | (verslag) |       | Scheidsrechters: Henrik Ehlers (DEN) Peter Elders (NED) |

| 26 februari 2002 18:05 |           |          |                                                       |
| Japan                  | 0–1       | Maleisië | Scheidsrechters: Xavier Adell (ESP) John Wright (RSA) |
|                        | (verslag) |          | Scheidsrechters: Xavier Adell (ESP) John Wright (RSA) |

| 26 februari 2002 18:35 |           |          |                                                          |
| Australië              | 1–0       | Engeland | Scheidsrechters: Sumesh Putra (CAN) Richard Wolter (GER) |
|                        | (verslag) |          | Scheidsrechters: Sumesh Putra (CAN) Richard Wolter (GER) |

| 26 februari 2002 20:05 |           |      |                                                                   |
| Polen                  | 4–1       | Cuba | Scheidsrechters: Mahmood Butt Raashed (PAK) Jason McCracken (NZL) |
|                        | (verslag) |      | Scheidsrechters: Mahmood Butt Raashed (PAK) Jason McCracken (NZL) |

| 27 februari 2002 16:35 |           |       |                                                         |
| Maleisië               | 3–2       | India | Scheidsrechters: Steve Graham (WAL) Hamish Jamson (ENG) |
|                        | (verslag) |       | Scheidsrechters: Steve Graham (WAL) Hamish Jamson (ENG) |

| 27 februari 2002 18:05 |           |           |                                                          |
| Polen                  | 1–5       | Australië | Scheidsrechters: Clive McMurray (RSA) Santiago Deo (ESP) |
|                        | (verslag) |           | Scheidsrechters: Clive McMurray (RSA) Santiago Deo (ESP) |

| 27 februari 2002 20:05 |           |      |                                                        |
| Engeland               | 7–0       | Cuba | Scheidsrechters: David Gentles (AUS) John Wright (RSA) |
|                        | (verslag) |      | Scheidsrechters: David Gentles (AUS) John Wright (RSA) |

| 27 februari 2002 20:35 |           |       |                                                                  |
| Zuid-Korea             | 3–0       | Japan | Scheidsrechters: Mahmood Butt Raashed (PAK) Pedro Teixeira (POR) |
|                        | (verslag) |       | Scheidsrechters: Mahmood Butt Raashed (PAK) Pedro Teixeira (POR) |

| 1 maart 2002 16:05 |           |      |                                                                |
| Australië          | 6–0       | Cuba | Scheidsrechters: Steve Graham (WAL) Mahmood Butt Raashed (PAK) |
|                    | (verslag) |      | Scheidsrechters: Steve Graham (WAL) Mahmood Butt Raashed (PAK) |

| 1 maart 2002 18:05 |           |       |                                                            |
| Polen              | 1–2       | Japan | Scheidsrechters: Raymond O'Connor (IRL) Peter Elders (NED) |
|                    | (verslag) |       | Scheidsrechters: Raymond O'Connor (IRL) Peter Elders (NED) |

| 1 maart 2002 18:35 |           |       |                                                          |
| Engeland           | 3–2       | India | Scheidsrechters: Santiago Deo (ESP) Clive McMurray (RSA) |
|                    | (verslag) |       | Scheidsrechters: Santiago Deo (ESP) Clive McMurray (RSA) |

| 1 maart 2002 20:05 |           |            |                                                            |
| Maleisië           | 2–3       | Zuid-Korea | Scheidsrechters: Jason McCracken (NZL) Henrik Ehlers (DEN) |
|                    | (verslag) |            | Scheidsrechters: Jason McCracken (NZL) Henrik Ehlers (DEN) |

| 2 maart 2002 16:05 |           |           |                                                               |
| Japan              | 0–5       | Australië | Scheidsrechters: Jason McCracken (NZL) Edmundo Saladino (ARG) |
|                    | (verslag) |           | Scheidsrechters: Jason McCracken (NZL) Edmundo Saladino (ARG) |

| 2 maart 2002 18:05 |           |       |                                                               |
| Cuba               | 0–4       | India | Scheidsrechters: Edmundo Saladino (ARG) Jason McCracken (NZL) |
|                    | (verslag) |       | Scheidsrechters: Edmundo Saladino (ARG) Jason McCracken (NZL) |

| 2 maart 2002 18:05 |           |       |                                                         |
| Zuid-Korea         | 4–0       | Polen | Scheidsrechters: Pedro Teixeira (POR) Han Jin-soo (KOR) |
|                    | (verslag) |       | Scheidsrechters: Pedro Teixeira (POR) Han Jin-soo (KOR) |

| 2 maart 2002 20:35 |           |          |                                                       |
| Engeland           | 1–2       | Maleisië | Scheidsrechters: John Wright (RSA) Xavier Adell (ESP) |
|                    | (verslag) |          | Scheidsrechters: John Wright (RSA) Xavier Adell (ESP) |

| 4 maart 2002 16:05 |           |       |                                                                |
| Engeland           | 1–2       | Japan | Scheidsrechters: Sumesh Putra (CAN) Mahmood Butt Raashed (PAK) |
|                    | (verslag) |       | Scheidsrechters: Sumesh Putra (CAN) Mahmood Butt Raashed (PAK) |

| 4 maart 2002 18:05 |           |      |                                                             |
| Maleisië           | 4–2       | Cuba | Scheidsrechters: Henrik Ehlers (DEN) Edmundo Saladino (ARG) |
|                    | (verslag) |      | Scheidsrechters: Henrik Ehlers (DEN) Edmundo Saladino (ARG) |

| 4 maart 2002 18:35 |           |       |                                                          |
| Polen              | 1–4       | India | Scheidsrechters: Richard Wolter (GER) Peter Elders (NED) |
|                    | (verslag) |       | Scheidsrechters: Richard Wolter (GER) Peter Elders (NED) |

| 4 maart 2002 20:05 |           |            |                                                          |
| Australië          | 4–2       | Zuid-Korea | Scheidsrechters: Santiago Deo (ESP) Pedro Teixeira (POR) |
|                    | (verslag) |            | Scheidsrechters: Santiago Deo (ESP) Pedro Teixeira (POR) |

| 5 maart 2002 16:35 |           |       |                                                          |
| Cuba               | 2–4       | Japan | Scheidsrechters: Satinder Kumar (IND) Xavier Adell (ESP) |
|                    | (verslag) |       | Scheidsrechters: Satinder Kumar (IND) Xavier Adell (ESP) |

| 5 maart 2002 18:05 |           |            |                                                       |
| Engeland           | 2–0       | Zuid-Korea | Scheidsrechters: Santiago Deo (ESP) John Wright (RSA) |
|                    | (verslag) |            | Scheidsrechters: Santiago Deo (ESP) John Wright (RSA) |

| 5 maart 2002 18:35 |           |       |                                                            |
| Australië          | 4–3       | India | Scheidsrechters: Raymond O'Connor (IRL) Steve Graham (WAL) |
|                    | (verslag) |       | Scheidsrechters: Raymond O'Connor (IRL) Steve Graham (WAL) |

| 5 maart 2002 20:35 |           |          |                                                          |
| Polen              | 2–2       | Maleisië | Scheidsrechters: Peter Elders (NED) Richard Wolter (GER) |
|                    | (verslag) |          | Scheidsrechters: Peter Elders (NED) Richard Wolter (GER) |

### Kruisingswedstrijden
Om plaats 13-16
| 7 maart 2002 08:05 |           |      |                                                          |
| Zuid-Afrika        | 5–1       | Cuba | Scheidsrechters: Sumesh Putra (CAN) Satinder Kumar (IND) |
|                    | (verslag) |      | Scheidsrechters: Sumesh Putra (CAN) Satinder Kumar (IND) |

| 7 maart 2002 08:35 |           |        |                                                         |
| Polen              | 1–2       | België | Scheidsrechters: Xavier Adell (ESP) David Gentles (AUS) |
|                    | (verslag) |        | Scheidsrechters: Xavier Adell (ESP) David Gentles (AUS) |

Om plaats 9-12
| 7 maart 2002 16:05 |           |       |                                                         |
| Spanje             | 0–3       | India | Scheidsrechters: Peter Elders (NED) Amarjit Singh (MAS) |
|                    | (verslag) |       | Scheidsrechters: Peter Elders (NED) Amarjit Singh (MAS) |

| 7 maart 2002 21:05 |                             |               |                                                       |
| Japan              | 3–3 (nv) 6-7 na strafballen | Nieuw-Zeeland | Scheidsrechters: Keith Roper (ENG) Steve Graham (WAL) |
|                    | (verslag)                   |               | Scheidsrechters: Keith Roper (ENG) Steve Graham (WAL) |

Om plaats 5-8
| 7 maart 2002 18:35 |           |          |                                                         |
| Argentinië         | 2–1 (nv)  | Engeland | Scheidsrechters: Pedro Teixeira (POR) John Wright (RSA) |
|                    | (verslag) |          | Scheidsrechters: Pedro Teixeira (POR) John Wright (RSA) |

| 7 maart 2002 16:35 |           |          |                                                         |
| Maleisië           | 1–2       | Pakistan | Scheidsrechters: Richard Wolter (GER) Han Jin-Soo (KOR) |
|                    | (verslag) |          | Scheidsrechters: Richard Wolter (GER) Han Jin-Soo (KOR) |

Halve finale
| 7 maart 2002 19:05 |           |            |                                                            |
| Duitsland          | 3–2       | Zuid-Korea | Scheidsrechters: Raymond O'Connor (IRL) Murray Grime (AUS) |
|                    | (verslag) |            | Scheidsrechters: Raymond O'Connor (IRL) Murray Grime (AUS) |

| 7 maart 2002 21:35 |           |           |                                                         |
| Australië          | 4–1       | Nederland | Scheidsrechters: Henrik Ehlers (DEN) Santiago Deo (ESP) |
|                    | (verslag) |           | Scheidsrechters: Henrik Ehlers (DEN) Santiago Deo (ESP) |

### Plaatsingswedstrijden
Om de 15e/16e plaats
| 8 maart 2002 08:05 |           |       |                                                                  |
| Cuba               | 0–3       | Polen | Scheidsrechters: Pedro Teixeira (POR) Mahmood Butt Raashed (PAK) |
|                    | (verslag) |       | Scheidsrechters: Pedro Teixeira (POR) Mahmood Butt Raashed (PAK) |

Om de 13e/14e plaats
| 8 maart 2002 08:35 |           |        |                                                            |
| Zuid-Afrika        | 5–4 (nv)  | België | Scheidsrechters: Sumesh Putra (CAN) Edmundo Saladino (ARG) |
|                    | (verslag) |        | Scheidsrechters: Sumesh Putra (CAN) Edmundo Saladino (ARG) |

Om de 11e/12e plaats
| 8 maart 2002 21:35 |           |       |                                                           |
| Spanje             | 5–1       | Japan | Scheidsrechters: Clive McMurray (RSA) Hamish Jamson (ENG) |
|                    | (verslag) |       | Scheidsrechters: Clive McMurray (RSA) Hamish Jamson (ENG) |

Om de 9e/10e plaats
| 8 maart 2002 19:05 |           |               |                                                           |
| India              | 1–2       | Nieuw-Zeeland | Scheidsrechters: Clive McMurray (RSA) Hamish Jamson (ENG) |
|                    | (verslag) |               | Scheidsrechters: Clive McMurray (RSA) Hamish Jamson (ENG) |

Om de 7e/8e plaats
| 8 maart 2002 17:35 |           |          |                                                            |
| Engeland           | 3–2       | Maleisië | Scheidsrechters: Jason McCracken (NZL) Henrik Ehlers (DEN) |
|                    | (verslag) |          | Scheidsrechters: Jason McCracken (NZL) Henrik Ehlers (DEN) |

Om de 5e/6e plaats
| 8 maart 2002 20:05 |           |          |                                                       |
| Argentinië         | 3–5       | Pakistan | Scheidsrechters: Peter Elders (NED) Han Jin-Soo (KOR) |
|                    | (verslag) |          | Scheidsrechters: Peter Elders (NED) Han Jin-Soo (KOR) |

Om de 3e/4e plaats
| 9 maart 2002 18:05 |           |           |                                                          |
| Zuid-Korea         | 1–2 (nv)  | Nederland | Scheidsrechters: Richard Wolter (GER) Murray Grime (AUS) |
|                    | (verslag) |           | Scheidsrechters: Richard Wolter (GER) Murray Grime (AUS) |

Finale
| 9 maart 2002 20:35 |           |           |                                                            |
| Duitsland          | 2–1       | Australië | Scheidsrechters: Santiago Deo (ESP) Raymond O'Connor (IRL) |
|                    | (verslag) |           | Scheidsrechters: Santiago Deo (ESP) Raymond O'Connor (IRL) |

| Wereldkampioen 2002    |
| ---------------------- |
|                        |
| Duitsland Eerste titel |

## Eindrangschikking
| rang   | land          |
| ------ | ------------- |
| Goud   | Duitsland     |
| Zilver | Australië     |
| Brons  | Nederland     |
| 4      | Zuid-Korea    |
| 5      | Pakistan      |
| 6      | Argentinië    |
| 7      | Engeland      |
| 8      | Maleisië      |
| 9      | Nieuw-Zeeland |
| 10     | India         |
| 11     | Spanje        |
| 12     | Japan         |
| 13     | Zuid-Afrika   |
| 14     | België        |
| 15     | Polen         |
| 16     | Cuba          |

Duitsland, Nederland en India waren reeds geplaatst voor de Champions Trophy 2002 in Keulen. Op basis van dit WK voegden Australië, Zuid-Korea en Pakistan zich hieraan toe.

## Topscorers
- In onderstaand overzicht zijn alleen de spelers opgenomen met zes of meer treffers achter hun naam.

| № | Naam              | Land        | Goals | SC | SB |
| - | ----------------- | ----------- | ----- | -- | -- |
| 1 | Jorge Lombi       | Argentinië  | 10    |    |    |
|   | Sohail Abbas      | Pakistan    | 10    |    |    |
| 3 | Dave Matthews     | Engeland    | 7     |    |    |
| 4 | Song Seung-Tae    | Zuid-Korea  | 6     |    |    |
|   | Craig Victory     | Australië   | 6     |    |    |
|   | Takahiko Yamahori | Japan       | 6     |    |    |
|   | Justin King       | Zuid-Afrika | 6     |    |    |
|   | Greg Nicol        | Zuid-Afrika | 6     |    |    |
|   | Danny Hall        | Engeland    | 6     |    |    |

## Ereprijzen
- Beste speler: Troy Elder (Australië)
- Fair Play Trophy: Zuid-Afrika